# Buiten het kader denken

Verbind deze negen punten door vier rechte lijnen te trekken zonder je pen van het papier te halen

Dat kan op deze manier

Buiten het kader denken (Engels: thinking outside the box) is een mode-uitdrukking in managementkringen. De Engelse term betekent het buiten de doos-denken, waarbij met de doos het bestaande denkkader van een organisatie wordt bedoeld. 
Binnen organisaties dreigt het gevaar van groepsdenken, waarbij een groep van op zich zeer bekwame personen zodanig wordt beïnvloed door groepsprocessen, dat de kwaliteit van groepsbesluiten vermindert. Om hardnekkige problemen te boven te komen, moet men soms buiten de bestaande denkkaders kunnen treden. Dit wordt bereikt door creatieve technieken zoals brainstormen te gebruiken.
Het eerste gebruik van de Engelse term wordt toegeschreven aan Mike Vance, een managementconsultant bij de Walt Disney Company. De oorsprong van de term ligt in de oplossing van een raadsel, waarbij een vierkant van negen punten met vier rechte lijnen doorkruist moet worden zonder de pen van het papier te halen. De enige manier om deze puzzel op te lossen is door buiten de kaders van de doos te treden. 